# Weerawut Kayem
Weerawut Kayem (tiếng Thái: วีระวุฒิ กาเหย็ม; sinh ngày 23 tháng 3 năm 1993 ở Songkhla) là một cầu thủ bóng đá người Thái Lan. Anh hiện tại thi đấu cho Muangthong United ở Giải bóng đá Ngoại hạng Thái Lan.

## Lịch sử
Anh là một phần trong cầu thủ thế hệ đầu tiên của Học viện Muangthong United JMG. Anh thi đấu ở vị trí hậu vệ trái. Trận đấu đầu tiên trong sự nghiệp của anh là ở Cúp Liên đoàn Bóng đá Thái Lan 2010, Samut Prakan F.C. vs Muangthong United, anh thi đấu hết 90 phút.

## Quốc tế
Anh được triệu tập vào Đội hình Tiền Olympic Thái Lan thi đấu trận đấu vòng loại Thế vận hội 2012. Weerawut Kayem được triệu tập vào đội tuyển quốc gia Thái Lan và đá trận đầu tiên trước đội tuyển quốc gia Lào ngày 9 tháng 12 năm 2012.

## Danh hiệu

### Câu lạc bộ
Muangthong United
- Giải bóng đá Ngoại hạng Thái Lan Vô địch (1): 2012